# Orchestre symphonique de Dallas
Pour les articles homonymes, voir DSO.
L'Orchestre symphonique de Dallas (en anglais Dallas Symphony Orchestra ou DSO) est un orchestre américain de la ville de Dallas au Texas. Il joue au Meyerson Symphony Center dans l'Arts District du centre-ville. Il se forma au début du XXe siècle.

## Historique
L'orchestre symphonique de Dallas a été créé en 1900 par un groupe de quarante musiciens, avec à leur tête le chef Hans Kreissig (en).
En 1945, la formation est réorganisée pour atteindre l'effectif d'un orchestre symphonique et se professionnalise sous la direction d'Antal Doráti.
L'Orchestre symphonique de Dallas est à l'origine de commandes passées auprès des compositeurs Peter Mennin (Symphonie no 5, 1950) et Darius Milhaud (Symphonie no 11, 1960).
L'orchestre est résident au Morton H. Meyerson Symphony Center de Dallas, salle inaugurée le 8 septembre 1989.
Depuis 2020, Fabio Luisi est le directeur musical de la phalange texane. Son contrat a été prolongé jusqu'à la saison 2028-2029.

## Chefs d'orchestre
Comme chefs permanents de l'orchestre se sont succédé depuis l'origine :
| - Hans Kreissig (en) (1900–1905) - Walter Fried (en) (1905–1911) - Carl Venth (en) (1911–1914) - Walter Fried (1918–1924) - Paul van Katwijk (en) (1925–1936) - Jacques Singer (1937–1942) - Antal Doráti (1945–1949) - Walter Hendl (1949–1958) - Paul Kletzki (1958–1961) | - Georg Solti (1961–1962) - Donald Johanos (1962–1970) - Anshel Brusilow (en) (1970–1973) - Max Rudolf (1973–1974) - Louis Lane (en) (1975–1977) - Eduardo Mata (1977–1993) - Andrew Litton (1994–2006) - Jaap van Zweden (2008–2018) - Fabio Luisi (depuis 2020) |

## Musiciens
- Walter Fried (en), violon 1911–1914
- Richard Giangiulio (en), trompette 1969–1991
- Frank Kaderabek (en), trompette 1953–1958
- William Kraft (en), percussion 1954–1955
- Mitchell Peters (en), percussion 1959–1969
- János Starker[3], violoncelle 1948–1949
- Carl Venth (en), violon 1927–1931
- Harold Wright (en), clarinette 1952–1955

## Créations
L'Orchestre symphonique de Dallas est le créateur de nombreuses œuvres, de George Antheil (Concerto pour violon, 1947), Luciano Berio (Festum, 1989), Donald Erb (en) (The Seventh Trumpet, 1969), Morton Feldman (In Search and the Instrumental Factor, 1971), Ross Lee Finney (Concerto pour violon no 2, 1976), Morton Gould (Symphonie no 3, 1947), Hans Werner Henze (Allegro brillante per grande orchestra, 1989), Paul Hindemith (Sinfonia serena, 1947), Włodzimierz Kotoński (Sirocco, 1981), Ezra Laderman (Symphonie no 7, 1989), Benjamin Lees (Variations pour piano et orchestre, 1976 ; Concerto pour cuivres et orchestre, 1983 ; Symphonie no 4 « Memorial Candles », 1985), Lowell Liebermann, Bohuslav Martinů (Concerto pour piano no 3, 1949 ; Concerto pour 2 violons, 1951), Peter Mennin (Symphonie no 5, 1950), Walter Piston (Suite no 2, 1948), Poul Ruders (Organ Symphony, 2011), Augusta Read Thomas (Helios Choros I, 2007), Miklós Rózsa (Concerto pour violon, 1956), Gunther Schuller (Symphonie no 1, 1965), William Schuman (Symphonie no 6, 1949), Joseph Schwantner et Pierre Wissmer (L'Enfant et la Rose, 1961), notamment.